# Imhoe-myeon
Imhoe-myeon (koreanska: 임회면) är en socken i kommunen Jindo-gun i provinsen Södra Jeolla i den sydvästra delen av Sydkorea, 360 km söder om huvudstaden Seoul. Den ligger på södra delen av ön Jindo.